# Zweder II van Montfoort
Zweder Hendrikszoon de Rover van Montfoort ook wel "Sweer of Zweer" genoemd (1330 - 15 augustus 1375) was de vijfde burggraaf van Montfoort, heer van Heeswijk, Wiliskop, Achthoven, Blokland en Kattenbroek.

## Levensloop
Hij was een zoon van Hendrik II van Montfoort en Agnes van IJsselstein. Zijn vader overleed toen Zweder drie jaar oud was, waarna graaf Willem III van Holland Zweder's oom Jan I van Montfoort tot burggraaf van Montfoort benoemde, echter erkende bisschop Jan van Arkel hem wel in zijn leen over het huis Montfoort. Na de Slag bij Warns in 1345 waarbij zijn oom Jan sneuvelde werd hij door het grafelijk huis van Holland benoemd tot burggraaf van Montfoort.
In 1341 erfde hij Huis Schurenburg. Hij huwde op 10 april 1348 met Mechtild of Machteld van Culemborg, dochter van Hubert II van Culemborg en Jutte van de Leck. Zweder zou deel hebben genomen aan de Hoekse en Kabeljauwse twisten, waaronder de Slag bij Zwartewaal en het Beleg van Geertruidenberg (1351-1352), dit omdat Willem V van Holland een bedrag van 741 pond schuldig was aan hem, dit vanwege de oorlogsvoering. Zweder streefde net als zijn voorouders naar een onafhankelijke positie op de grens van Holland en het Sticht, wat leidde tot conflicten met de bisschop van Utrecht in 1353. Nadat Zweder II van Montfoort met de heren van Culemborg en van Vianen het gebied van de bisschop had gebrandschat, trok de bisschop naar Montfoort om het te belegeren en het gebied rondom Montfoort te plunderen, kort daarna ontstond er weer een verzoening. Van Montfoort moest bij zijn overgave van 1353 beloven de stadsmuren af te breken en de grachten te dempen van Montfoort. Hij had dit in 1362 nog steeds niet gedaan en de bisschop dreigde opnieuw met een beleg, Zweder wist de graaf van Holland voor zich te winnen en deze zorgde dat het bedreigen van Montfoort niet meer voorkwam tot 1378.
Zweder overleed in 1375 tijdens zijn reis naar Jeruzalem in het Heilige land, hij werd opgevolgd door zijn zoon Hendrik III van Montfoort.

## Kinderen
- Hendrik III van Montfoort (1350-1402) zesde burggraaf van Montfoort
- Catharina van Montfoort, (1351-??) vrouwe van Goor, huwde Dirk van Lynden, Arnold van IJsselstein stond borg voor haar bruidschat.
- Hubrecht van Montfoort, (1352-1381) heer van Heulenstein
- Margariet van Montfoort (1353-1377) huwde Hendrik, heer van Homoet